# Joram van Klaveren
Joram Jaron van Klaveren (Amsterdam, 23 januari 1979) is een Nederlands voormalig politicus. Hij was van 2010 tot 2017 lid van de Tweede Kamer der Staten-Generaal. Tot 2014 was dat namens de Partij voor de Vrijheid (PVV), daarna korte tijd als eenmansfractie, en vervolgens voor de Groep Bontes/Van Klaveren.

## Opleiding
Van Klaveren heeft een gereformeerd-vrijgemaakte achtergrond en studeerde Godsdienstwetenschappen/Religie en Levensbeschouwing aan de Vrije Universiteit te Amsterdam. Na zijn doctoraalexamen gaf hij les in godsdienst en maatschappijleer op zowel de interconfessionele middelbare school ISG Arcus in Lelystad als op het oecumenische Trinitas Gymnasium in Almere.

## Politieke carrière
Voor zijn Kamerlidmaatschap was Van Klaveren stagiair bij het partijbureau van de ChristenUnie. Hij was lid van de gemeenteraad van Almere namens de VVD gedurende de periode maart 2006 tot juni 2009. Samen met zijn voormalige partijgenoot Mark Pol, raadslid voor de VVD in de gemeenteraad van Almere, stond hij aan de wieg van de Almeerse JOVD.
Van Klaveren werkte daarna actief als medewerker van de PVV-Tweede Kamerfractie. Hij volgde Richard de Mos op als beleidsmedewerker van Martin Bosma nadat De Mos toetrad tot de Tweede Kamer. Intensief werkte hij mee aan Bosma's boek De schijn-élite van de valse munters.
Van Klaveren was een regelmatig bezoeker van lezingen van de conservatieve Edmund Burke Stichting en schreef verschillende artikelen voor de liberaal-conservatieve websites Het Vrije Volk en de Dagelijkse Standaard.
In 2013 nam Van Klaveren het initiatief om in de Tweede Kamer het zogenaamde Marokkanendebat te voeren, een benaming die blijkens een opiniepeiling ongeveer 60% van de Nederlanders onnodig kwetsend vond. Een gelijkwaardig percentage van de ondervraagden vond het wel goed dat de PVV de problematiek op de agenda zette.
Begin maart 2014 werd bekend dat Van Klaveren binnen de PVV tot in 2013 werkte aan een eigen partij onder de naam Rechts Nederland (RNL).
Op 21 maart 2014 stapte Van Klaveren uit de PVV naar aanleiding van uitspraken van Wilders tijdens de gemeenteraadsverkiezingen. Vanaf 15 april 2014 vormde hij samen met Louis Bontes de Groep Bontes/Van Klaveren. Op 21 juni 2014 presenteerden beiden de partij VoorNederland (VNL). Achter lijsttrekker Jan Roos behaalde Van Klaveren in 2017 2.016 stemmen.

## Na de politiek
Nadat VNL geen zetels had gekregen werd Van Klaveren politiek commentator in het EO-programma Dit is de Dag. In dat programma maakte hij in februari 2019 bekend moslim te zijn geworden. Van Klaveren vertelde dat tijdens zijn onderzoek naar de islam (voor het schrijven van een islamkritisch boek) zijn visie op de islam sterk veranderde en dat hij is bekeerd. Na zijn bekering ontving Van Klaveren felle reacties, in een interview met de Volkskrant gaf hij aan deze te begrijpen. Later ging hij werken voor de IEC, waar hij kinderen meer leert over de islam met behulp van VR-brillen.
Joram van Klaveren is woordvoerder van de Nederlandse moskeekoepel K9. 